# 本吉バイパス

本吉バイパス（もとよしバイパス）は、宮城県気仙沼市本吉町を通る国道346号のバイパス道路である。

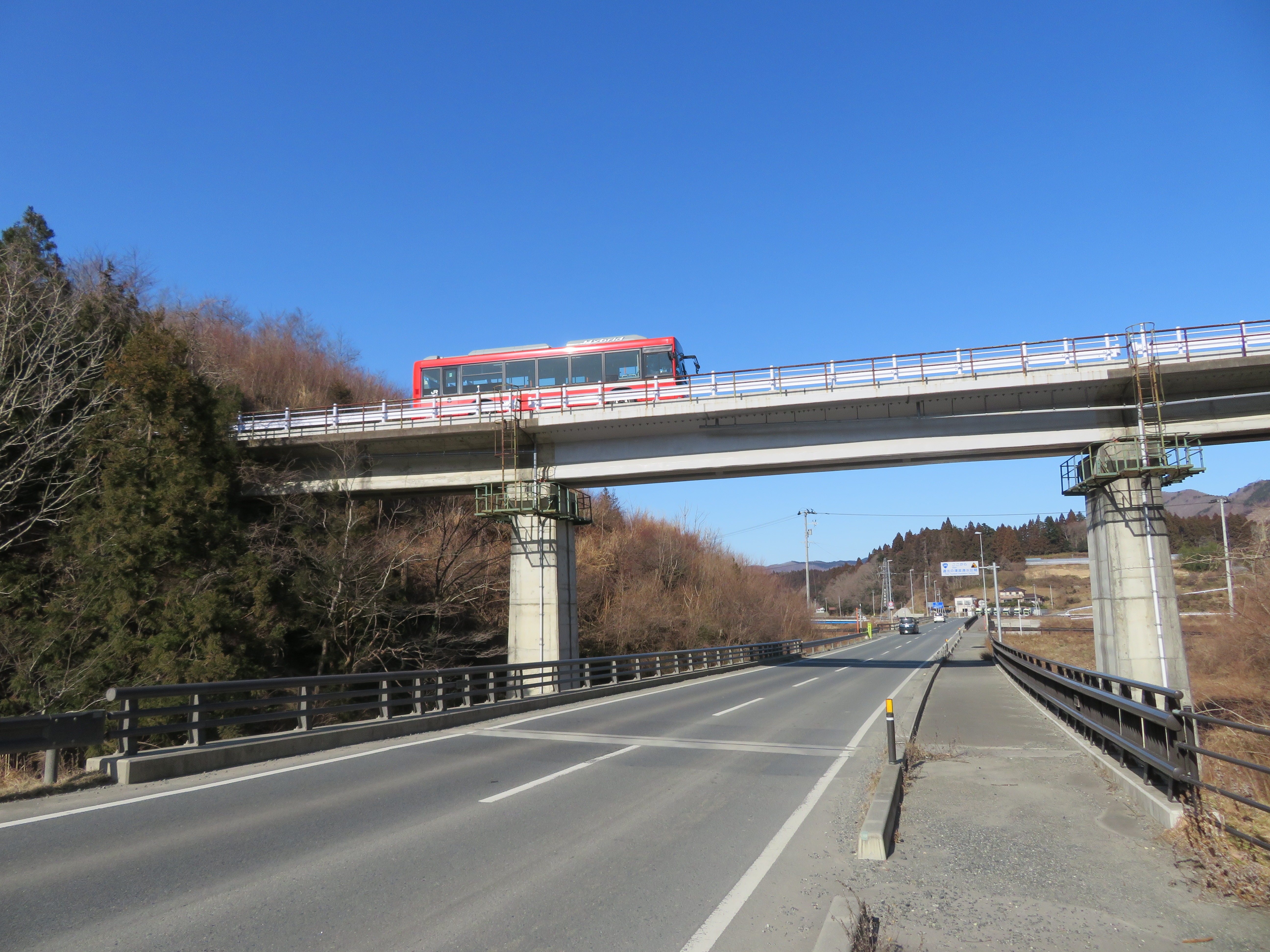
宮城県気仙沼市本吉町圃の沢付近

## 概要
気仙沼市本吉町中心部津谷における国道346号の混雑緩和と急カーブ・幅員狭小箇所を解消するため事業化され、2008年から事業化され2016年4月に供用開始された。

### 路線データ
- 総延長 : 1.6 km[1]
- 起点 : 気仙沼市本吉町津谷桜子地内[1]
- 終点 : 気仙沼市本吉町津谷桜子地内[1]

## 地理

### 交差する道路
- 国道45号（終点）[1]